# Citharexylum caudatum

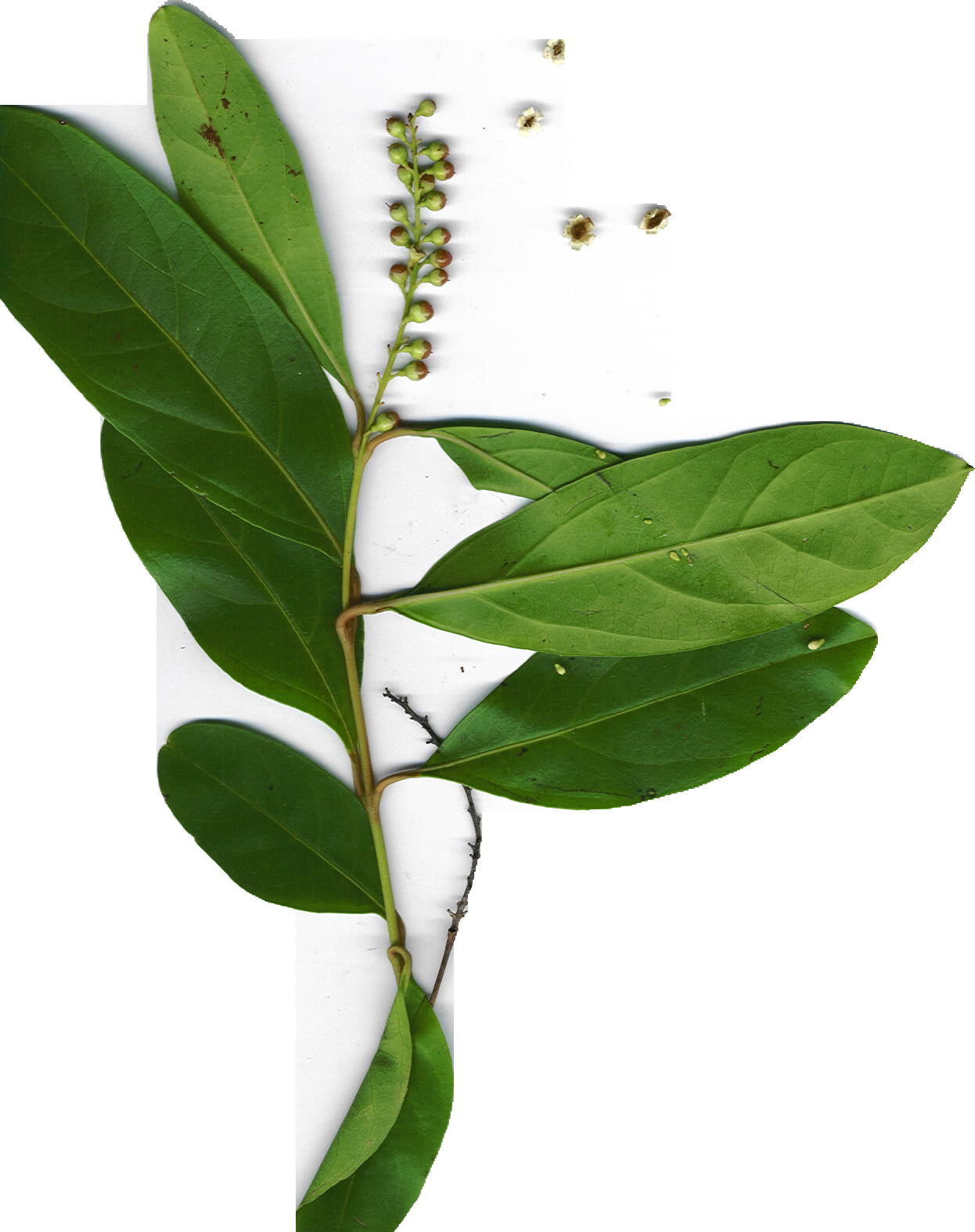
Citharexylum caudatum (rama). Ubicación: Kauai, Anahola

Citharexylum caudatum es una especie de planta fanerógama perteneciente a la familia Verbenaceae.

## Taxonomía
Citharexylum caudatum fue descrita por Carlos Linneo y publicado en Species Plantarum 2: 872. 1763.
Sinonimia
- Citharexylum album Mill.
- Citharexylum berteroi Spreng.
- Citharexylum caudatum f. angustifolium Moldenke
- Citharexylum caudatum f. lindenii (Turcz.) I.E.Méndez
- Citharexylum caudatum f. parvifolium Moldenke
- Citharexylum erectum Sw.
- Citharexylum lindenii Turcz.[2]

## Nombres comunes
En Cuba: roble amarillo, roble guayo.